# Джован Баттіста Піровано
Джован Баттіста Піровано (італ. Giovan Battista Pirovano, 5 травня 1937, Верчеллі — 8 листопада 2014, Верчеллі) — італійський футболіст, що грав на позиції захисника, зокрема, за «Фіорентину», а також національну збірну Італії.

## Клубна кар'єра
Народився 5 травня 1937 року в місті Верчеллі. Вихованець юнацьких команд футбольних клубів «Про Верчеллі». У дорослому футболі дебютував 1955 року виступами за основну команду клубу, в якій провів один сезон.
Протягом 1956—1958 років захищав кольори клубу «Оменья», після чого на три сезони повернувся до «Про Верчеллі».
1961 року перейшов до друголігової «Верони», кольори якої захищав протягом двох сезонів.
У найвищому італійському дивізіоні дебютував 1963 року, приєднавшись до складу «Фіорентини». Захищав кольори «фіалок» протягом семи сезонів, у перших п'яти з яких був основним гравцем їх захисної лінії. У розіграші 1965/1966 зробив вагомий внесок у здобуття Кубка Італії, а вже у переможному для флорентійців у чемпіонаті сезоні 1968/69 на поле не виходив.
Завершував ігрову кар'єру на рівні третього дивізіону, де протягом 1970—1972 років провів по одному сезону в «Леньяно» та рідному «Про Верчеллі».

## Виступи за збірну
1966 року провів свою єдину офіційну гру у складі національної збірної Італії.
Помер 8 листопада 2014 року на 78-му році життя у Верчеллі.
| Дата      | Місто | Господарі | Результат | Гості  | Турнір           | Голи | Примітки |
| --------- | ----- | --------- | --------- | ------ | ---------------- | ---- | -------- |
| 19-3-1966 | Париж | Франція   | 0 – 0     | Італія | товариський матч | -    |          |
| Усього    |       | Матчів    | 1         |        | Голів            | 0    |          |

## Титули і досягнення
- Володар Кубка Італії (1):

«Фіорентина»: 1965/1966
- Чемпіон Італії (1):

«Фіорентина»: 1968/1969
- Володар Кубка Мітропи (1):

«Фіорентина»: 1965/1966